# جرونیمو

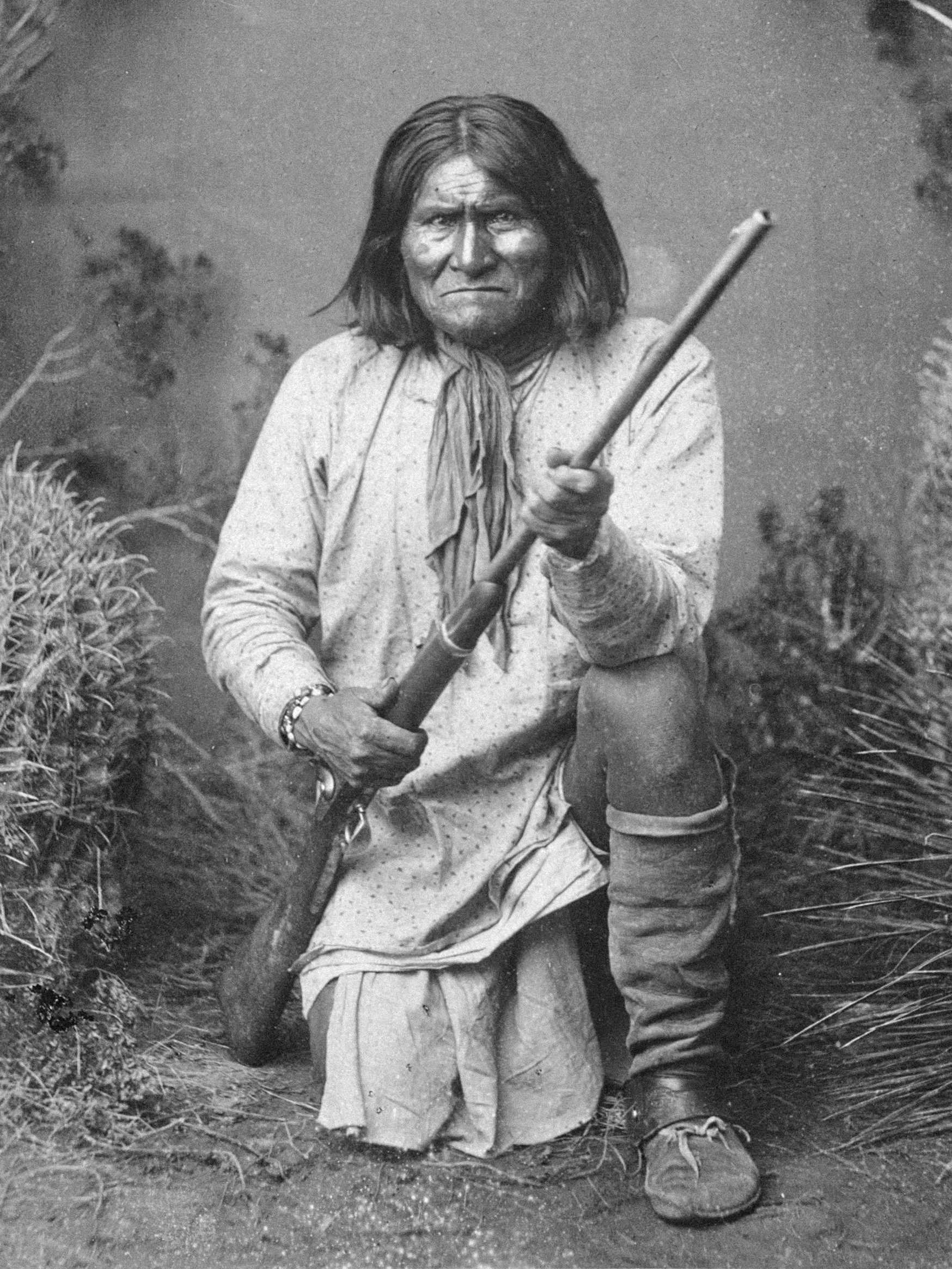
جرونیمو، ۱۸۸۷

جرونیمو (به زبان مسکالرو-چیریکاهوا: Goyaałé، به معنای آنکه خمیازه می‌کشد) (۱۶ ژوئن ۱۸۲۹ – ۱۷ فوریه ۱۹۰۹) یکی از رهبران برجستهٔ سرخپوست در آمریکا بود که رهبری آپاچی‌های چیریکاهوا در جنگ‌هایی موسوم به جنگ‌های آپاچی علیه مکزیک و ایالات متحده که به زمین‌های قبیلهٔ آنان دست‌اندازی کرده بودند را برای چندین دهه برعهده جرونیمو (سال‌های ۱۸۲۹–۱۹۰۹م) رهبر آپاچی‌ها بود بعد از این که سربازان مکزیکی خانواده اورا کشتند او جنگجوی چریک شد که هم سربازان مکزیکی و هم آمریکایی از او می‌ترسیدند. او سرنجام تسلیم شد و در سال ۱۹۰۵م در رژه پیروزی انتخاب رئیس‌جمهور (دوموکراسی) روزولت شرکت کرد.

## زندگی
جرونیمو در ۱۸۲۹ در دستهٔ آپاچی‌های بدونکوهه در نزدیکی رود تورکی در ایالت امروزی نیو مکزیکو که در آن زمان بخشی از خاک مکزیک بود اما خانواده‌اش آن را جز زمین‌های بدونکوهه می‌دانستند متولد شد. پدربزرگ او رئیس بدونکوهه‌ها بود و او سه برادر و چهار خواهر داشت. پس از مرگ پدر، مادرش او را پیش آپاچی‌های چیهنه برد و او با آنها بزرگ شد. در ۱۷ سالگی با دختری از دستهٔ ندنی-چیریکاهوا ازدواج کرد و صاحب سه فرزند شد.
در سالِ ۱۸۵۸ گروهی متشکّل از ۴۰۰ سربازِ مکزیکی به فرماندهی کلنل خوزه ماریا کاراسکو به کمپ جرونیمو در بیرون شهر خانوس، در زمانی که مردان در درون شهر مشغول داد و ستد بودند، حمله‌کرده و دست به کشتار زنان و کودکان زدند. همسر، فرزندان و مادر جرونیمو نیز از جمله کشته‌شدگان این حمله بودند. پس از این رویداد جرونیمو به انجام حملات انتقامی علیه مکزیکیان روی آورد. چنین بر می‌آید که عنوان «جرونیمو» نیز در همین زمان به او داده شد. وجه تسمیهٔ این نام به نبردی بازمی‌گردد که جرونیمو در آن، بی‌توجه به گلوله‌های مرگباری که به سویش می‌آمد مرتب با چاقو به سربازان مکزیکی حمله می‌برد و آنان نام جروم مقدس (جرونیمو) را صدا می‌زدند. آمریکایی‌ها این را شنیدند و گمان بردند که نام واقعی او جرونیمو است و همین نام بر او باقی ماند.
جرونیمو پیوسته حملات و جنگ علیه استان‌ها و شهرهای مختلف مکزیک و سپس علیه مناطق آمریکایی در سرتاسر آریزونا، نیو مکزیکو و غرب تگزاس را ترغیب می‌نمود تا آنکه سرانجام در سال ۱۸۸۶ و پس از سال‌ها تعقیب و گریز، خود را تسلیم مقامات آمریکایی نمود. او به عنوان زندانی جنگی به شخصی نامدار بدل شد و در بازارهای مکاره حضور می‌یافت، هرچند هرگز به او اجازهٔ بازگشت به زادگاهش داده نشد. جرونیمو بعدتر از اینکه خود را تسلیم کرده بود احساس پشیمانی نمود زیرا معتقد بود به شروطی که برای این کار تعیین کرده بود توجهی نشده است.
جرونیمو در فوریهٔ ۱۹۰۹ از اسبش به‌هنگام رفتن به خانه فروافتاد و تمام طول شب را در سرما درآنجا به‌صورت درازکش ماند تا آنکه یکی از دوستانش او را که به‌شدت بیمار شده بود یافت. جرونیمو در ۱۷ فوریهٔ همان سال بر اثر عوارض ناشی از ذات‌الریه در فورت سیل اوکلاهما درگذشت و همان‌جا در گورستان زندانیان جنگی آپاچی به خاک سپرده شد.